# LWC-Papier
Als LWC-Papier bezeichnet man holzhaltiges, beidseitig gestrichenes Papier im Gewichtsbereich von 39 bis 80 g/m² (Strichgewicht max. 5–10 g/m² pro Seite). Die Abkürzung LWC steht für englisch light weight coated, wörtlich etwa „leichtes Gewicht, beschichtet“.
LWC-Papier eignet sich für Offsetdruck (Rollenoffset mit beidseitiger Bedruckung) sowie Tiefdruck und wird hauptsächlich für Zeitschriften, Versandhauskataloge, Infopost und Ähnliches verwendet.
Bei Papieren dieser Art mit noch geringerem Gewicht spricht man von ULWC-Papieren (ULWC = engl. ultra light weight coated); Strichgewicht < 8 g/m².